# Kambar (tâmil)
Kambar (கம்பர்) foi um poeta tâmil. Kambar é popularmente conhecido por ser autor do Ramavatharam (popularmente conhecido como Kambaramayanam), a versão tâmil de Ramayana, ou a História de Rama, um dos mais antigos épicos da história humana inspirados pelo épico sânscrito. A versão original foi escrita pelo sábio Valmiki. Esse épico, de 24000 versos, conta sobre um príncipe Raghuvamsa, Rama de Ayodhya, cuja esposa, Sita, é abduzida por Ravana, um poderoso imperador. Na mitologia hindu, Rama é considerado a sétima encarnação do deus Vixnu, um dos deuses da trindade sagrada hindu (incluindo Brama e Xiva).
Kamban floresceu no século XII em Therazhundur, uma vila no culturalmente rico distrito de Thanjavur, no estado moderno de Tamil Nadu, no sul da Índia. Kamban foi um grande estudioso das duas mais antigas e ricas linguagens da Índia, sânscrito e tâmil. Mahavidwan R. Raghava Iyengar, em uma biografia, Kavicakravarty Kamban, escreve em detalhes sobre esse poeta do século XII. O Ramavataram ou Kamba Ramayanam de Kamban é um épico de mais de 10000 versos, de 4 linhas cada. Kamba Ramayana não é uma tradução do épico sânscrito de Valmiki, mas sim uma recontagem original da história do deus Rama. A obra poética é bem conhecida pelas suas comparações. É, portanto, tão grandiosa que impressiona muitos pela sua imaginação e criatividade.
Conta a lenda que o episódio inteiro foi escrito em uma noite por Ganesha. Diz-se que Ganesha escreveu os poemas que Kambar ditou-lhe durante a noite, como Kambar procrastinou a obra até o dia anterior ao prazo estabelecido pelo rei. Existe um ditado que diz: Kamban veetu kattu thariyum kavi paadum, que, livremente traduzido, significa: até mesmo o tear de Kamban consegue escrever um poema. Kambar também escreveu obras literárias como Er Ezhupathu (setenta canções sobre a grandeza da agricultura) e o Mangala Vazhthu (que louva a grandeza e a benevolência dos Kongu Vellala Gounder que foram os seus patrões, com Sadayappa Vallal também pertencendo à comunidade).